# Vincenzo Albanese
Vincenzo Albanese (ur. 12 listopada 1996 w Oliveto Citra) – włoski kolarz szosowy.

## Osiągnięcia
Opracowano na podstawie:

2014
- 2. miejsce w Trofeo San Rocco

2016
- 1. miejsce w Trofeo Edil C
- 1. miejsce w Gran Premio della Liberazione
- 1. miejsce na 1. etapie Oberösterreichrundfahrt (jazda drużynowa na czas)
- 2. miejsce w mistrzostwach Włoch U23 (start wspólny)
- 1. miejsce w Trofeo Matteotti
- 1. miejsce w klasyfikacji punktowej Tour de l’Avenir
  - 1. miejsce na 1. etapie
- 1. miejsce w Ruota d'Oro

2021
- 2. miejsce w Memorial Marco Pantani

2022
- 3. miejsce w Trofeo Calvià
- 1. miejsce na 4. etapie Tour du Limousin

2023
- 3. miejsce w Giro di Sicilia
  - 1. miejsce w klasyfikacji punktowej

## Rankingi
| Rok             | 2015 | 2016 | 2017  | 2018  | 2019  | 2020 | 2021 | 2022 | 2023 | 2024 |
| --------------- | ---- | ---- | ----- | ----- | ----- | ---- | ---- | ---- | ---- | ---- |
| World Ranking   |      | 245. | 720.  | 1570. | 2118. | 600. | 228. | 125. | 126. | 98.  |
| UCI Europe Tour | 962. | 106. | 1382. | 1006. | 1383. | 486. | 195. | 103. | -    | 79.  |
|                 |      |      |       |       |       |      |      |      |      |      |
| Źródło: UCI     |      |      |       |       |       |      |      |      |      |      |